# Symphypyga dealbata
Symphypyga dealbata är en insektsart som beskrevs av Dubovsky 1968. Symphypyga dealbata ingår i släktet Symphypyga och familjen dvärgstritar. Inga underarter finns listade i Catalogue of Life.